# Euphyia atriplena
Euphyia atriplena är en fjärilsart som beskrevs av Walker 1860. Euphyia atriplena ingår i släktet Euphyia och familjen mätare. Inga underarter finns listade i Catalogue of Life.